# Oenothalia alexonaria
Oenothalia alexonaria là một loài bướm đêm trong họ Geometridae.